# Barkot
Barkot es un pueblo y  nagar Panchayat situada en el distrito de Uttarkashi,  en el estado de Uttarakhand (India). Su población es de 6720 habitantes (2011). Se encuentra a orillas del río Yamuna.

## Demografía
Según el censo de 2011 la población de Barkot era de 6720 habitantes, de los cuales 3524 eran hombres y 3196 eran mujeres. Barkot tiene una tasa media de alfabetización del 84,22%, superior a la media estatal del 92,85%: la alfabetización masculina es del 83,73%, y la alfabetización femenina del 74,84%.